# Nezávislý stát Makedonie
Nezávislý stát Makedonie (bulharsky Независима държава Македония) byl v roce 1944 navržený loutkový stát nacistického Německa na Balkánském poloostrově. Měl zahrnovat většinu území dnešního státu Severní Makedonie.

## Historie
V září 1944 se nacistické Německo snažilo o založení „Nezávislého státu Makedonie“, loutkového státu na území Jugoslávského království, které bylo okupováno Bulharským carstvím po invazi do Jugoslávie v dubnu 1941.
Když se na konci srpna 1944 přiblížily k hranicím Bulharska síly Sovětského svazu, Bulharsko vyhlásilo neutralitu a krátce na to se pokoušelo o vyjednávání se západními spojenci. Protože bulharská vláda nebránila stažení německých sil z Bulharska nebo Rumunska, Sovětský svaz s ním zacházel s podezřením. Dne 2. září se v Sofii ujala nová prozápadní vláda, která měla být o týden později nahrazena prokomunistickou vládou po povstání vedeném frontou vlasti. Poté 5. září 1944 však Sověti vyhlásili válku proti Bulharsku.